# Михайлов, Михаил Михайлович (Герой Социалистического Труда)
Михаил Михайлович Михайлов (21 мая 1926 — 21 ноября 2002) — Герой Социалистического труда, бригадир слесарей экспериментального цеха Таллинского электротехнического завода имени М. И. Калинина.

## Биография
Родился 21 мая 1926 года, в деревне Большие Клочки, Селижаровского муниципального округа, Тверской области. В возрасте пяти лет его семья переехала жить в деревню Нащёкино (ныне не существует) рядом с селом Пречисто-Каменка, Кувшиновского района.
Закончил семилетнюю школу в селе Большой Борок, Кувшиновского района.
1941—1943 г. — работал колхозником в колхозе им. Димитрова.
1943—1950 г. — работал котельщиком в паровозном депо г. Торжка.
В 1950 году переведён на работу в Таллин, ЭССР, где начал работать котельщиком, а затем бригадиром котельной на Таллиннском паровозо-вагоноремонтном заводе имени М. И. Калинина.
Далее работал слесарем — сборщиком, слесарем — монтажником, слесарем по ремонту оборудования.
С 1964 года по 1982 год — слесарь экспериментального участка электротехнического завода им. Калинина.
Вышел на пенсию в июне 1982 года. Переехал с женой на родину в Тверскую область, поселился в деревне Железово, Кувшиновского района, где купил деревенский дом.
Несколько лет работал бригадиром в колхозе им. Калинина.
Умер 21 ноября 2002 года. Похоронен на кладбище в селе Пречисто-Каменка.

## Награды
- Указом Президиума Верховного Совета СССР от 08 августа 1966 года за выдающиеся успехи в выполнении семилетнего плана и достижения высоких показателей работы присвоено звание Героя Социалистического труда с вручением Ордена Ленина и золотой медали «Серп и Молот».
- Орден Дружбы народов (31.03.1981)
- Медаль «Ветеран труда» (30.10.1981)
- другие медали